# Список президентов Ливана
Президент Ливана — глава государства Ливан. На этой странице перечислены президенты Ливана. Хотя это не оговорено в Конституции, согласно Национальному пакту, принятому в 1943 году, президент избирается из числа христиан-маронитов. До 1943 года несколько президентов были христианами не из маронитов: Ш. Деббас и П. Трад были православными греками, А. Прива-Обуар — католиком, а А. Табит — протестантом. После 1943 года мусульмане-сунниты пятикратно исполняли обязанности президента: С. Хосс (2 раза), Ф. Синьора, Т. Салам и Н. Микати.
Действующий президент Ливана — Жозеф Аун.

## Ливанская Республика(подмандатная территорияФранции, 1926—1943)
- Шарль Деббас (1 сентября 1926 — 2 января 1934)
- Прива-Антуан Обуар (2 января 1934 — 30 января 1934) (и. о.)
- Хабиб Паша эс-Саад (30 января 1934 — 20 января 1936)
- Эмиль Эдде (20 января 1936 — 4 апреля 1941)
- Пьер-Жорж Арлабос (4 апреля 1941 — 9 апреля 1941) (и. о.)
- Альфред Наккаш (9 апреля 1941 — 18 марта 1943) (и. о. до 1 декабря 1941)
- Айюб Табит (19 марта 1943 — 21 июля 1943) (и. о.)
- Петро Трад (22 июля 1943 — 20 сентября 1943)
- Бишара эль-Хури (21 сентября 1943 — 11 ноября 1943)
- Эмиль Эдде (11 ноября 1943 — 22 ноября 1943)

## НезависимаяЛиванская Республика(с 1943)
- Бишара эль-Хури (22 ноября 1943 — 18 сентября 1952)
- Фуад Шехаб (18 сентября 1952 — 22 сентября 1952) (и. о.)
- Камиль Шамун (23 сентября 1952 — 22 сентября 1958)
- Фуад Шехаб (23 сентября 1958 — 22 сентября 1964)
- Шарль Элу (23 сентября 1964 — 22 сентября 1970)
- Сулейман Франжье (23 сентября 1970 — 22 сентября 1976)
- Ильяс Саркис (23 сентября 1976 — 22 сентября 1982)
  - Башир Жмайель (избран президентом 23 августа 1982, но убит до инаугурации 14 сентября 1982)
- Амин Жмайель (23 сентября 1982 — 22 сентября 1988)
- Селим Хосс (22 сентября 1988 — 5 ноября 1989) (и. о.)
- Рене Муавад (5 ноября 1989 — 22 ноября 1989)
- Селим Хосс (22 ноября 1989 — 24 ноября 1989) (и. о.)
- Ильяс Храуи (24 ноября 1989 — 23 ноября 1998)
- Эмиль Лахуд (24 ноября 1998 — 23 ноября 2007)
- Фуад Синьора (24 ноября 2007 — 25 мая 2008) (и. о.)
- Мишель Сулейман (25 мая 2008 — 25 мая 2014)
- Таммам Салам (25 мая 2014 — 31 октября 2016) (и. о.)
- Мишель Аун (31 октября 2016 — 31 октября 2022)
- Наджиб Микати (31 октября 2022 — 9 января 2025) (и. о.)
- Жозеф Аун (с 9 января 2025)